# نيجمة مخططة
نيجمة مخططة (الاسم العلمي: Geastrum striatum) هي نوع من الفطريات تتبع جنس النيجمة من الفصيلة النيجمية.